# Jastrzębie (ptaki)
Jastrzębie (Accipitrinae) – podrodzina ptaków z rodziny jastrzębiowatych (Accipitridae). Obejmuje gatunki drapieżne, przeważnie zamieszkujące lasy. Mają stosunkowo krótkie i szerokie skrzydła oraz długi ogon, dzięki czemu uzyskują z jednej strony dużą prędkość zaraz po starcie, a z drugiej – zwrotność w locie. Charakteryzują się doskonałym wzrokiem. Podczas polowania atakują znienacka z zasadzki.

## Zasięg występowania
Podrodzina obejmuje gatunki występujące w Eurazji, Australazji, Ameryce i Afryce.

## Systematyka
Do podrodziny należą następujące plemiona:
- Circaetini Sundevall, 1836
- Gypini Blyth, 1851
- Accipitrini Vigors, 1824